# Aeroportul Cayo Coco
Aeroportul Cayo Coco (IATA: CCC, ICAO: MUOC) este un aeroport din Ciego de Ávila Province⁠(d), Cuba.
Aeroportul dispune de o singură pistă.